# Sveriges Naturistförbund
Sveriges Naturistförbund, SNF, är en sammanslutning av svenska naturistföreningar (17 föreningar och omkring 2 700 medlemmar 2017). Sveriges Naturistförbund är medlem i International Naturist Federation (INF).
SNF:s verksamhet styrs i huvudsak av de beslut som tas vid riksmöten som hålls varje sommar. Vid dessa väljs även styrelsen som består av oavlönade personer villiga att verka för naturismens utbredning och acceptans i Sverige. Besluten tas vid de årliga riksmötena där föreningarna möter med ett antal delegater som motsvarar deras medlemsmassa. Föreningarna har rösträtt med en röst per delegat. Riksmöten avhålls i regel sista helgen i juli på en naturistcamping.
Ingen person är direkt medlem i SNF. Organiserade naturister är medlemmar i en naturistförening som i sin tur är medlem i SNF.
INF styrs av en kongress som hålls vartannat år där de anslutna nationella naturistförbunden har rösträtt i förhållande till det totala antalet organiserade naturister som finns i landet.

## Naturismens definition och rättesnöre
1974 fastställde anhängare till det internationella naturistförbundet denna definition:
Naturismen är en livsstil i harmoni med naturen. Den utmärks av praktiserandet av gemensam nakenhet och har till ändamål att uppmuntra självkänsla, respekt för andra och för miljön.
I Sveriges Naturistförbunds stadgar står det bland annat följande:
Naturismens mål är att främja människans fysiska och psykiska hälsa. Detta mål kan uppnås genom den själsliga och kroppsliga frihet som naket umgänge mellan könen utgör vid lek, bad, sport, och friluftsliv i en ren och hälsosam miljö. Naturismen tar avstånd från missbruk av stimulantia och förhåller sig partipolitiskt och religiöst neutralt.